# Hung Ki Kim
Hung Ki Kim (Corea del Sur, 9 de abril de 1961) es un maestro taekwondista surcoreano. Uno de los grandes maestros del taekwondo.
Es considerado miembro fundador y difusor del taekwondo olímpico venezolano. Fue reelegido como presidente de la Federación Venezolana de Taekwondo para el periodo 2021-2025 y vicepresidente de la Unión Panamericana de Taekwondo (PATU) para el periodo 2021-2025, cargo que ocupa por segunda vez en su carrera tras su gestión anterior durante el periodo 1996-2000. 

## Biografía
Hung Ki Kim nació en Corea del Sur, en el año 1961. Su padre fue un militar coreano que participó en la Segunda Guerra Mundial y en la Guerra de Corea a principios de los años 50. A la edad de once años llega a Venezuela junto al resto de su familia, a la ciudad de Puerto La Cruz, en el estado Anzoátegui, para encontrarse con su hermano Hong Ki Kim, quien ya había emigrado a ese país anteriormente. 
Es Hong Ki Kim, hermano mayor de Hung Ki Kim (formado en el taekwondo bajo las enseñanzas del Gran Maestro coreano Woo Kyu Uhm) quien inculca el taekwondo en su hermano menor, a través de sus enseñanzas en la escuela de artes marciales fundada por el mismo y que lleva su mismo nombre, en la ciudad de Puerto La Cruz. 

## Desempeño deportivo y profesional
De joven, participó en competencias internacionales, entre ellas el III Campeonato Mundial de Taekwondo celebrado en Chicago, Estados Unidos, en el año 1977. 
Su mayor desempeño profesional fue como entrenador y seleccionador nacional de Venezuela durante los años 1985-1992, formando a importantes atletas quienes marcaron un antes y un después en la historia del taekwondo venezolano y latinoamericano, entre los cuales destacan: 
- Arlindo Gouveia, ganador de dos medallas en los Juegos Panamericanos: plata (1987) y oro (1991). Ganador de una medalla de oro (1990) en el Campeonato Panamericano.
- Carlos Rivas, ganador de una medalla de plata (2015) en los Juegos Panamericanos. Ganador de una medalla de oro (2016) en el Campeonato Panamericano.
- Adriana Carmona, ganadora de una medalla de bronce (2004) en los Juegos Olímpicos. Ganadora de una medalla de plata (1993) en el Campeonato Mundial. Ganadora de tres medallas en los Juegos Panamericanos: oro (1995), plata (1999) y plata (2003). Ganadora de cuatro medallas en el Campeonato Panamericano: plata (1990), bronce (1992), oro (1996) y plata (1998).

El presidente de su país natal, Corea del Sur, en el año 2019, lo calificó como un “Hombre ejemplar, honorable y ejemplo para las generaciones”, según reza el texto en hangul (alfabeto coreano), en un reconocimiento considerado como uno de los máximos galardones otorgados por el gobierno de Corea del Sur a los surcoreanos que se encuentran en el extranjero trabajando en diversas áreas.
La técnica de enseñanza del Taekwondo empleada por el Gran Maestro Hung Ki Kim es valorada en los dojang internacionales, convirtiéndolo en una de las figuras más relevantes del deporte Venezolano.

## Reconocimientos
- Reconocimiento por el legado y trabajo en la promoción y desarrollo del taekwondo en el continente americano (2023) otorgado por la Unión Panamericana de Taekwondo, la Academia Marcial Panamericana y la Federación Chilena de Taekwondo. [7]
- Reconocimiento y homenaje a los presidentes de Federaciones Nacionales y Maestros que han dedicado su vida al desarrollo del taekwondo en Centroamérica y el Caribe (2023) otorgado por la Unión Panamericana de Taekwondo a través de la Academia Marcial Panamericana. [8]
- Máximo reconocimiento por su trayectoria y méritos deportivos, sociales y humanos (2019) otorgado por el presidente de Corea del Sur, Moon Jae-In, a través de la embajada de la República de Corea en Venezuela. [9]